# St. Claren (Blekendorf)

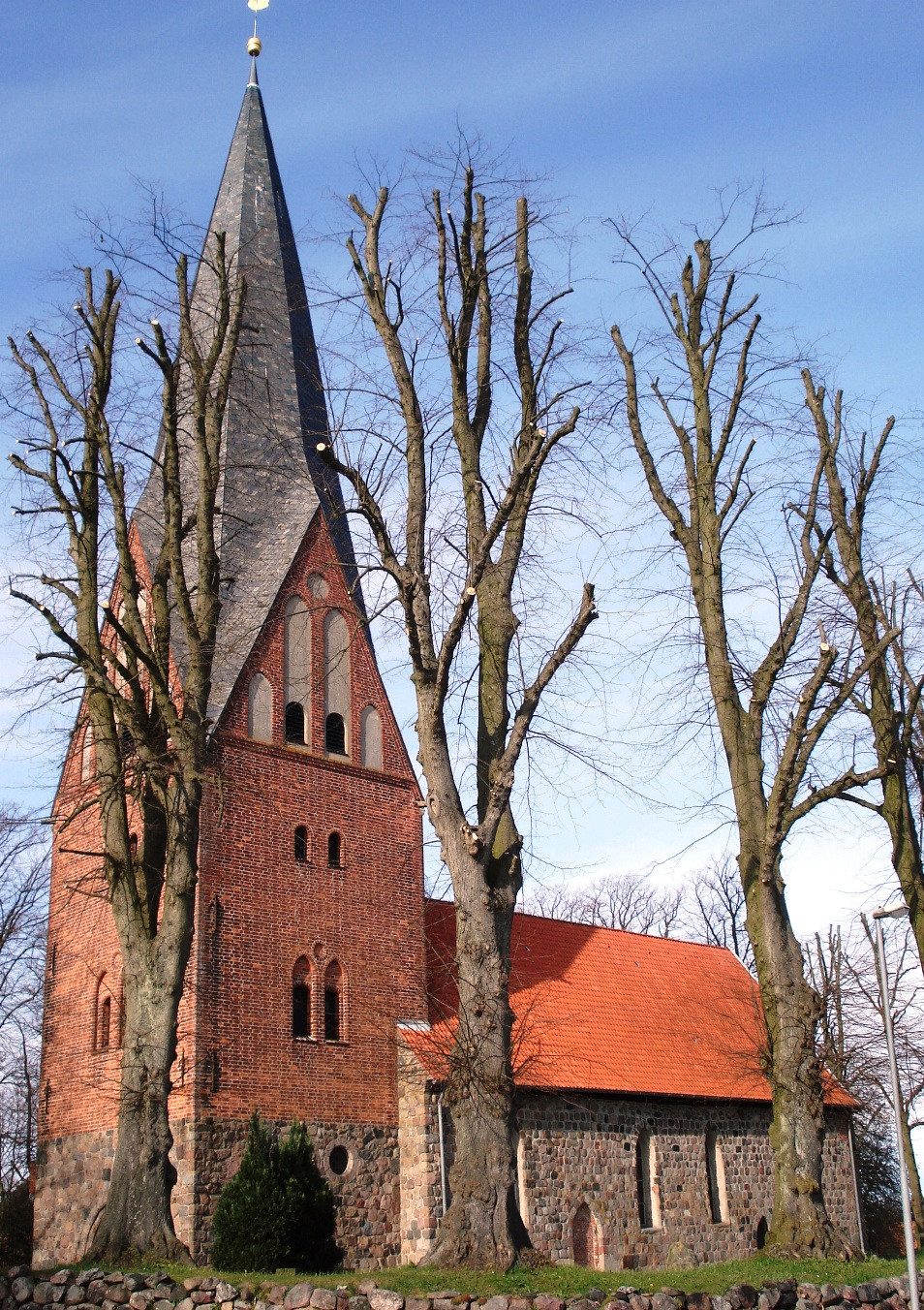
Die St.-Claren-Kirche im Blekendorf

Die St.-Claren-Kirche ist die Kirche des Dorfes Blekendorf (Gemeinde Blekendorf im Kreis Plön in Schleswig-Holstein).
Sie wurde nach der Schlacht bei Bornhöved 1227 auf Veranlassung von Adolf IV., Graf von Schauenburg und Holstein, in frühgotischem Stil erbaut. Die erste Erwähnung der Kirche stammt von 1255 und nennt auch das Patrozinium der erst zwei Jahre zuvor verstorbenen Klara von Assisi.
Es handelt sich um eine aus Feldsteinen errichtete Saalkirche mit einem mit Dachziegeln gedeckten Satteldach.
Der 55 Meter hohen Turm besteht im unteren Drittel aus Feldsteinen, anschließend aus Backsteinen und ist mit Schiefer gedeckt. Er wurde ca. 200 Jahre nach dem Saal der Kirche errichtet und wurde nach Bränden 1906 und 1910 zweimal neu errichtet.
1994 wurde die Kirche umfassend renoviert.
Die Kirche wird von der Ev-Luth. Kirchengemeinde Blekendorf genutzt.

## Geistliche
- Johann Christoph Göring, Barockdichter, Pastor von 1656 bis 1674